# Fotbal na Ostrovních hrách 2019
Fotbal na Ostrovních hrách 2019 se měl konat v Gibraltaru, kvůli nedostatku hřišť však byl přesunut do Anglesey, kde se hrál pod názvem Inter Games a nepočítá se do Ostrovních her jako oficiální výsledek.
Mužského turnaje se poprvé účastnilo družstvo Svaté Heleny.

## Stupně vítězů

### Muži
| Rank | Team           |
| ---- | -------------- |
|      | Anglesey       |
|      | Guernsey       |
|      | Man            |
| 4    | Shetlandy      |
| 5    | Jersey         |
| 6    | Hitra          |
| 7    | Alderney       |
| 8    | Orkneje        |
| 9    | Vnější Hebridy |
| 10   | Svatá Helena   |

### Ženy
| Rank | Team           |
| ---- | -------------- |
|      | Man            |
|      | Anglesey       |
|      | Jersey         |
| 4    | Hitra          |
| 5    | Vnější Hebridy |
| 6    | Gibraltar      |